# Aeroportul La Florida (Chile)
Aeroportul La Florida (Chile) (IATA: LSC, ICAO: SCSE) este un aeroport din La Serena, Chile, La Serena⁠(d), Provincia Elqui, Regiunea Coquimbo, Chile ce deservește zona La Serena. Aeroportul a fost tranzitat în 2022 de 668.428 de pasageri.
Situat la o altitudine de 146 m, aeroportul dispune de o singură pistă.